# Aulonogyrus splendidulus
Aulonogyrus splendidulus là một loài bọ cánh cứng trong họ van Gyrinidae. Loài này được Dupont in Aubé miêu tả khoa học năm 1838.